# Philémon De Meersman
Philémon De Meersman (Berchem-Sainte-Agathe, 15 novembre 1914 – Dilbeek, 2 aprile 2005) è stato un ciclista su strada belga.
Professionista dal 1935 al 1942, vinse la prima edizione della Freccia Vallone nel 1936.

## Palmarès
- 1935

Gand-Ypres
Lille-Bruxelles-Lille
- 1936 (La Française-Dunlop-Diamant, due vittorie)

Freccia Vallone
Parigi-Angers
- 1939 (Individuale, una vittoria)

7ª tappa Tour du Nord

## Piazzamenti

### Classiche monumento
- Liegi-Bastogne-Liegi

1937: 37º
1938: 44º